# Albrecht Christoph von Wüllen
Albrecht Christoph von Wüllen (auch: Albert Christoph von Wüllen; * 11. Februar 1713 in Hannover; † 27. Januar 1789 ebenda) war Landsyndicus des Fürstentums Calenberg und Zeitungsverleger in Hannover.

## Familie
Albrecht Christoph von Wüllen entstammte der Familie von Wüllen, die zu den Mindenschen Vasallen des Hauses Braunschweig-Lüneburg zählte. Sein Großvater Gerhard von Wüllen (1638–1672) war kurbrandenburgischer Rentmeister und Amtsvoigt, verheiratet mit Anna Elisabeth geb. Stocksieck († 1717).
Von Wüllen war das älteste Kind des kurfürstlich-hannoverschen Amtmanns in Lauenau Georg Bernhard von Wüllen (* 10. März 1669; † 8. Januar 1746) und dessen 1712 geheirateter Ehefrau Louise Klara geb. Ebell (* 1693), Tochter des kurhannoverschen Hof- und Leibmedikus Heinrich Christoph Ebell (1652–1727). Von Wüllen hatte noch elf Geschwister, u. a.:
- Johannnetta Dorothea von Wüllen (* 1714) ⚭ 1730 Johann Jakob Haccius (* 1700), Pastor in Ratzeburg, 13 Kinder
- Marie Elisabeth von Wüllen (* 1715) ⚭ 1734 Johann Conrad Heidelmann (* 1707), Amtmann in Grohnde
- Wilhelm Christian Ernst von Wüllen (* 1716), Amtmann in Ilfeld ⚭ 1747 Anne Margarethe von Reiche (* 1731)
- Henriette Charlotte von Wüllen (* 1718) ⚭ 1741 Christoph Philip Heppe (* 1688), Kammerrat in Kassel, drei Kinder
- Georg Ludwig Friedrich von Wüllen (* 1720), Amtmann zu Neustadt am Rübenberge ⚭ mit der Tochter des Kommissionsrates Statz Georg Nanne.
- Felicitas Sophie Marie von Wüllen (1723–1743) ⚭ 1739 Ernst Albrecht Friedrich Culemann (* 1712), Kommissions- und Kriegsrat in Minden, drei Kinder
- Sophie Justine Louise von Wüllen (* 1725) ⚭ 1743 nach dem Tod ihrer Schwester den Kommissions- und Kriegsrat Culemann
- Friedrich Georg von Wüllen (* 1728), Amtsschreiber in Winsen (Aller), zweimal verheiratet 1. mit einer Tochter von Christoph Philip Heppe, 2. mit einer Tochter des Leibmedikus Ernst Christoph Ebell (1690–1761).

Von Wüllen heiratete am 6. November 1742 Gertrud Klara Henriette Philippine Alemann (1725–1744), Tochter des königlich-preußischen Hofrats Albert Engelhard Alemann und dessen Frau Clara Henrietta Boetticher in Berlin. Seine erste Ehefrau war eine Schwester des Bürgermeisters Wilhelm August Alemann. Diese Ehe blieb kinderlos. Nach dem Tod seiner ersten Frau heiratete von Wüllen am 18. Februar 1745 Katharina Margaretha von Hugo (* 1725), Tochter des großbritannischen Hofrats und Leibmedikus August Johann von Hugo (1686–1760). Aus dieser Ehe gingen drei Kinder hervor:
- Dorothea Louise von Wüllen (* 9. Dezember 1745), Chanoinesse, erzog mehrere Jahre den späteren General Georg Baring
- Clara Margarete Eleonore von Wüllen (* 1. August 1747; † 25. Oktober 1817 in Hannover) ⚭ 1767 Christian Ludwig Baring (1721–1792), Hofgerichtssekretär und Calenbergischer Landrentmeister, Kanonikus des Stiftes St. Cosmas und Damian (Wunstorf), fünf Kinder
- Georg August von Wüllen (* 1. August 1747; † um 1824), studierte Medizin in Jena und Leiden, Dr. med., Arzt in Russland.[3][4]

## Leben
Nach dem Schulbesuch und dem Militärdienst in der hannoverschen Armee bezog von Wüllen zum Sommersemester 1737 die neue Universität Göttingen und studierte Rechtswissenschaften. 1742 wurde er Schatz-Sekretär der Calenberg-Grubenhagenschen Landschaft, 1743 Landrentmeister des Fürstentums Calenberg, 1746 Assessor am kurfürstlichen Hofgericht und schließlich 1751 Calenbergischer Landsyndikus. Im März 1761 wurde von Wüllen zum Ordinarius am Hofgericht zu Hannover berufen.
Bekannt wurde von Wüllen als Gründer mehrerer Unternehmen und Manufakturen. Erfolgreich waren die gemeinsam mit dem Abt des Klosters Loccum Georg Wilhelm Ebell 1750 vollzogene Gründung der Landschaftlichen Brandkasse, einer bis heute in Niedersachsen erhalten gebliebenen Feuerversicherung. Von Wüllen unterschrieb in Urkunden mit dem Namen Albert Christoph.
Im gleichen Jahr gründete von Wüllen das hannoversche Intelligenz-Comptoir und wurde so zu einem der bestimmenden Verleger Hannovers in der Zeit der Aufklärung. Die Gründung beruhte auf einem von König Georg II. von Großbritannien und Irland der Calenberger Landschaft am 6. März 1750 erteilten Privileg. Im Intelligenz-Comptoir erschienen ab 1750 die Hannoverschen Anzeigen, die von Heinrich Ernst Christoph Schlüter (1718–1788) in der Landschaftlichen Druckerei gedruckt wurden. Ab 1763 enthielten die Hannoverschen Anzeigen als Beilage das Hannoversche Magazin.
Der Landrentmeister erwarb das erste Grabgewölbe der ersten Gartenkirche vor Hannover, in der er am 17. Mai 1749 seine kurz nach der Geburt verstorbene Tochter beisetzen ließ.